# Église de l'Annonciation-de-la-Mère-de-Dieu de Šljivno
Pour les articles homonymes, voir Église de l'Annonciation.
L'église de l'Annonciation-de-la-Mère-de-Dieu (en serbe cyrillique : Храм Благовијести Пресвете Богородице ; en serbe latin : Hram Blagovijesti Presvete Bogorodice) est située en Bosnie-Herzégovine, sur le territoire du village de Šljivno et sur celui de la Ville de Banja Luka. Cette église a été construite en 1937.